# Lykke Li

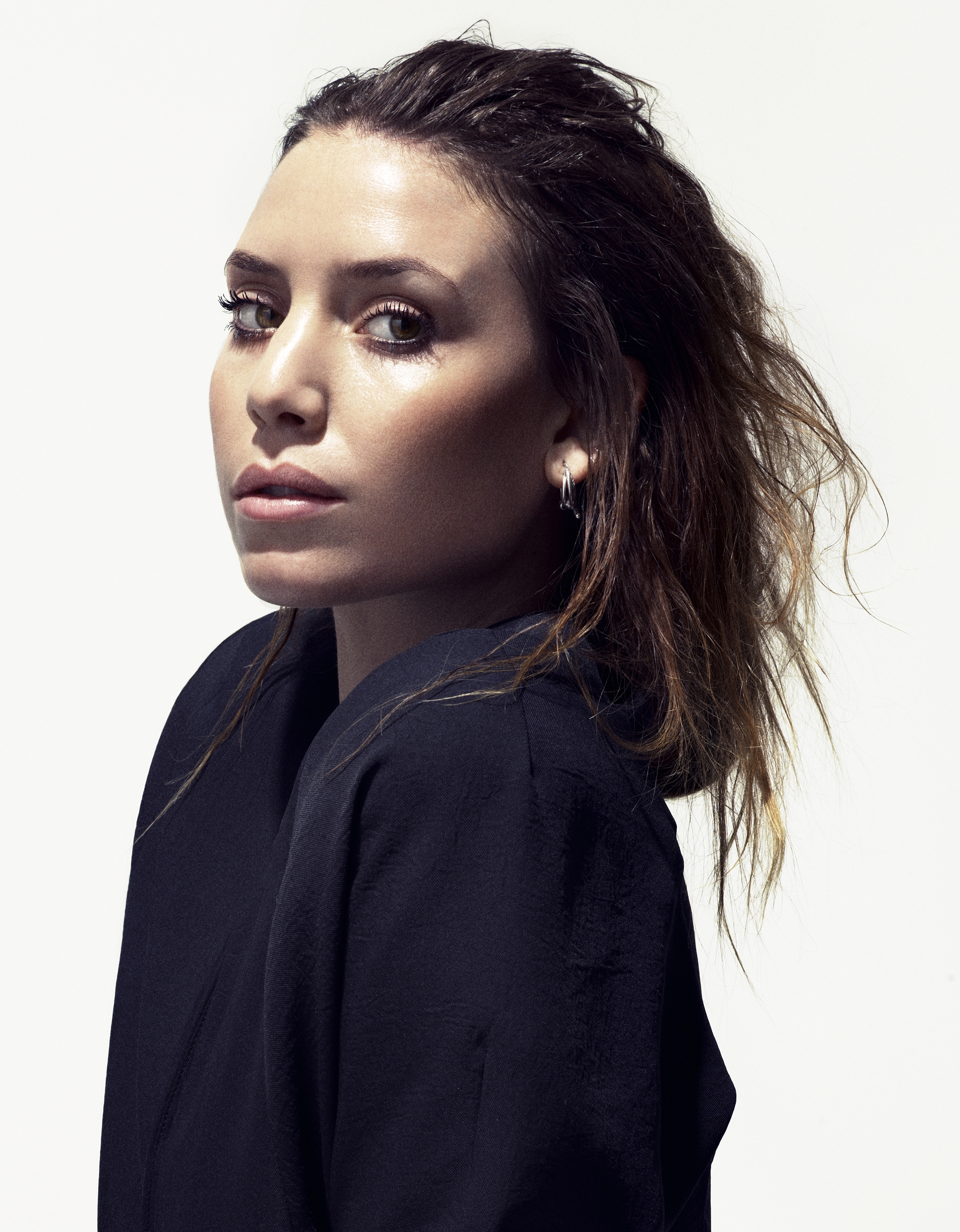
Lykke Li (2010)

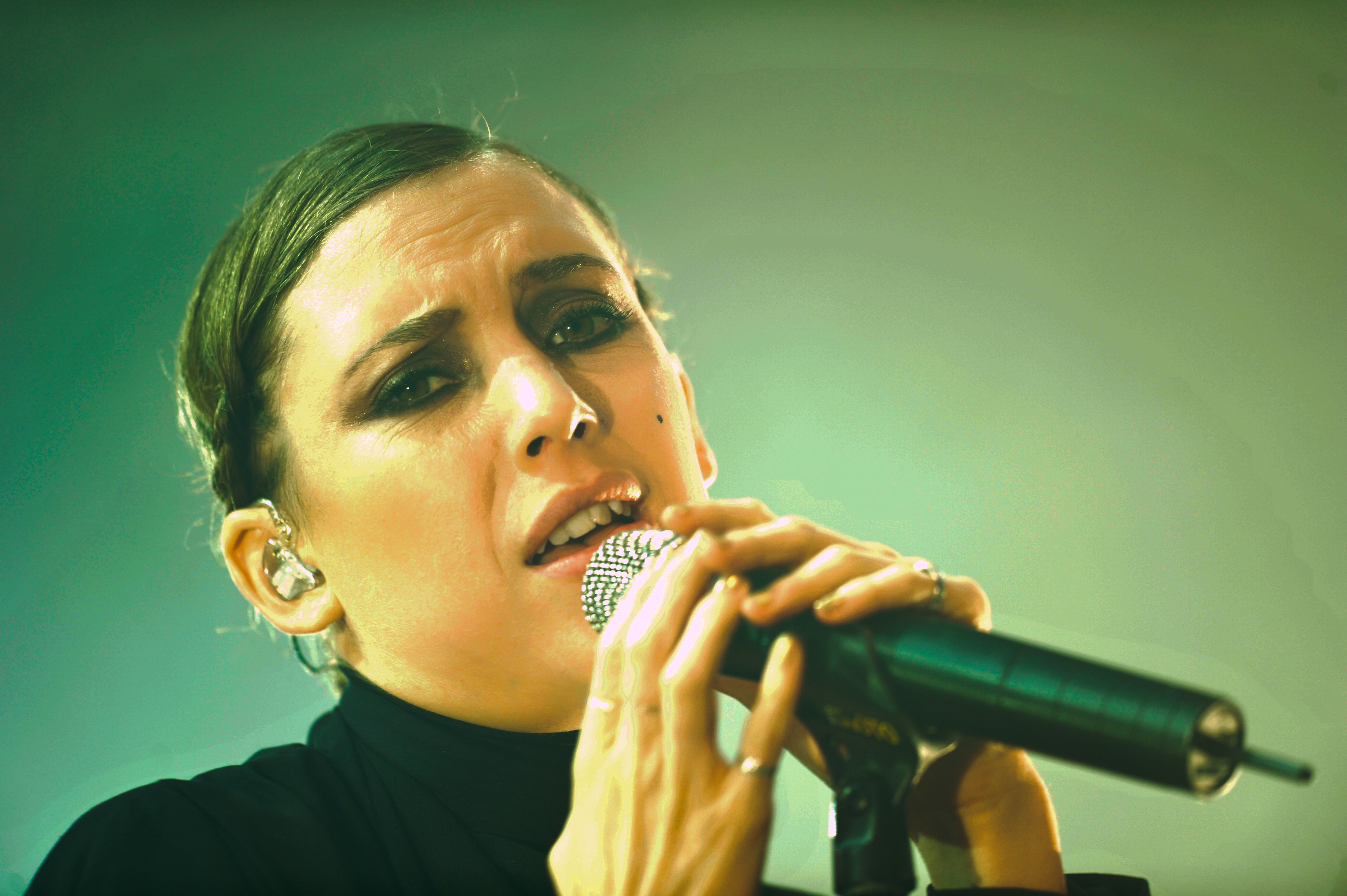
Lykke Li beim Roskilde-Festival 2011

Lykke Li [ˈlʏ̂kːɛ ˈliː] (* 18. März 1986 in Ystad als Li Lykke Timotej Svensson Zachrisson) ist eine schwedische Sängerin. Bekannt wurde sie durch eine Remix-Version ihres Liedes I Follow Rivers, die 2012 zu einem Sommerhit wurde.

## Biografie
Lykke Li wurde als Tochter des Künstlerehepaares Kärsti Stiege und Johan Zachrisson in Ystad geboren. Aufgrund der Lebensweise ihrer Eltern war sie viel auf Reisen und lebte als Kind unter anderem in Nepal, Indien, Marokko und Portugal. Im Alter von 19 Jahren entschloss sie sich, nach New York zu ziehen, um Sängerin zu werden. Danach zog sie wieder nach Stockholm und lebt seit 2012 im Laurel Canyon in Los Angeles.
Ihr erstes Album Youth Novels wurde unter ihrem eigenen Label LL Recordings Anfang 2008 in Schweden und Großbritannien veröffentlicht und fand den Einstieg in die schwedischen Charts. Anfang Juni 2008 erfolgte die Veröffentlichung im übrigen Europa. Das Album wurde von Björn Yttling, Mitglied der Band Peter Bjorn and John, produziert, Co-Produzent war Lasse Mårtén.
Das Album kann in das Subgenre Independent eingeordnet werden. Es werden neben elektronischen Instrumenten, Klavier und Gitarre unter anderem auch Schellenringe, Kastagnetten und Claves verwendet. Die Stimme Lis erinnert in den langsamen Passagen an die von Stina Nordenstam. 
2009 wurde sie mit dem European Border Breakers Award (EBBA) ausgezeichnet.
Ihr zweites Album Wounded Rhymes wurde 2011 veröffentlicht.
Der The-Magician-Remix von I Follow Rivers erreichte 2011 in Belgien Platz eins. In Deutschland wurde das Lied auch durch die Verwendung während Übertragungen der UEFA Champions League 2011/12 bekannt und gelangte in die Top 5 der iTunes-Charts. Im Juli 2012 erreichte der Titel Platz 1 der deutschen Singlecharts.
Ende Januar 2013 erreichte der Song erstmals auch Platz 1 der italienischen Single-Charts.
Im 2024 auf Netflix erschienen Damsel mit Millie Bobby Brown ist Lykke Li in den Credits mit einem Cover von A Ring of Fire zu hören. Ein Jahr später wurde sie für ihre Mitarbeit an dem Filmsong „Beautiful That Way“ aus The Last Showgirl gemeinsam mit Miley Cyrus und Andrew Wyatt für den Golden Globe Award 2025 nominiert.

## Diskografie

### Studioalben
| Jahr | Titel          | Höchstplatzierung, Gesamtwochen, AuszeichnungChartplatzierungen (Jahr, Titel, Platzierungen, Wochen, Auszeichnungen, Anmerkungen) | Höchstplatzierung, Gesamtwochen, AuszeichnungChartplatzierungen (Jahr, Titel, Platzierungen, Wochen, Auszeichnungen, Anmerkungen) | Höchstplatzierung, Gesamtwochen, AuszeichnungChartplatzierungen (Jahr, Titel, Platzierungen, Wochen, Auszeichnungen, Anmerkungen) | Höchstplatzierung, Gesamtwochen, AuszeichnungChartplatzierungen (Jahr, Titel, Platzierungen, Wochen, Auszeichnungen, Anmerkungen) | Höchstplatzierung, Gesamtwochen, AuszeichnungChartplatzierungen (Jahr, Titel, Platzierungen, Wochen, Auszeichnungen, Anmerkungen) | Höchstplatzierung, Gesamtwochen, AuszeichnungChartplatzierungen (Jahr, Titel, Platzierungen, Wochen, Auszeichnungen, Anmerkungen) | Anmerkungen                                               |
| Jahr | Titel          | DE | AT | CH | UK | US | SE | Anmerkungen                                               |
| ---- | -------------- | --- | --- | --- | --- | --- | --- | --------------------------------------------------------- |
| 2008 | Youth Novels   | — | — | — | — | — | SE3 (20 Wo.)SE | Erstveröffentlichung: 30. Januar 2008                     |
| 2011 | Wounded Rhymes | DE42 (10 Wo.)DE | AT53 (2 Wo.)AT | CH38 (8 Wo.)CH | UK37 (3 Wo.)UK | US36 (4 Wo.)US | SE2 Gold · (19 Wo.)SE | Erstveröffentlichung: 25. Februar 2011 Verkäufe: + 20.000 |
| 2014 | I Never Learn  | DE43 (1 Wo.)DE | AT50 (1 Wo.)AT | CH25 (2 Wo.)CH | UK33 (1 Wo.)UK | US29 (3 Wo.)US | SE2 (11 Wo.)SE | Erstveröffentlichung: 6. Mai 2014                         |
| 2018 | So Sad So Sexy | DE78 (1 Wo.)DE | — | CH27 (1 Wo.)CH | UK73 (1 Wo.)UK | US173 (1 Wo.)US | SE10 (7 Wo.)SE | Erstveröffentlichung: 8. Juni 2018                        |
| 2022 | Eyeye          | — | — | — | — | — | — | Erstveröffentlichung: 20. Mai 2022                        |

### EPs
- 2008: Little Bit
- 2008: iTunes Festival: London 2008
- 2011: iTunes Session

### Singles
| Jahr | Titel Album                                          | Höchstplatzierung, Gesamtwochen, AuszeichnungChartplatzierungen (Jahr, Titel, Album, Platzierungen, Wochen, Auszeichnungen, Anmerkungen) | Höchstplatzierung, Gesamtwochen, AuszeichnungChartplatzierungen (Jahr, Titel, Album, Platzierungen, Wochen, Auszeichnungen, Anmerkungen) | Höchstplatzierung, Gesamtwochen, AuszeichnungChartplatzierungen (Jahr, Titel, Album, Platzierungen, Wochen, Auszeichnungen, Anmerkungen) | Höchstplatzierung, Gesamtwochen, AuszeichnungChartplatzierungen (Jahr, Titel, Album, Platzierungen, Wochen, Auszeichnungen, Anmerkungen) | Höchstplatzierung, Gesamtwochen, AuszeichnungChartplatzierungen (Jahr, Titel, Album, Platzierungen, Wochen, Auszeichnungen, Anmerkungen) | Höchstplatzierung, Gesamtwochen, AuszeichnungChartplatzierungen (Jahr, Titel, Album, Platzierungen, Wochen, Auszeichnungen, Anmerkungen) | Anmerkungen                                                                          |
| Jahr | Titel Album                                          | DE | AT | CH | UK | US | SE | Anmerkungen                                                                          |
| ---- | ---------------------------------------------------- | --- | --- | --- | --- | --- | --- | ------------------------------------------------------------------------------------ |
| 2007 | Little Bit Youth Novels                              | — | — | — | — | US— GoldUS | SE20 (6 Wo.)SE | Erstveröffentlichung: 24. September 2007 Verkäufe: + 500.000                         |
| 2008 | I’m Good, I’m Gone Youth Novels                      | — | — | — | — | — | SE58 (1 Wo.)SE | Erstveröffentlichung: 14. Januar 2008                                                |
| 2009 | Possibility The Twilight Saga: New Moon (Soundtrack) | — | — | — | — | US— GoldUS | SE59 (1 Wo.)SE | Erstveröffentlichung: 16. Oktober 2009 Verkäufe: + 500.000                           |
| 2011 | I Follow Rivers Wounded Rhymes                       | DE1 a ×5Fünffachgold · (62 Wo.)DE | AT2 a Platin · (39 Wo.)AT | CH2 a ×3Dreifachplatin · (61 Wo.)CH | UK— PlatinUK | US— PlatinUS | SE44 (1 Wo.)SE | Erstveröffentlichung: 21. Januar 2011 Verkäufe: + 3.125.000                          |
| 2019 | Late Night Feelings                                  | — | — | — | UK30 Gold · (16 Wo.)UK | — | — | Erstveröffentlichung: 12. April 2019 Verkäufe: + 445.000; Mark Ronson feat. Lykke Li |
| 2020 | Bron –                                               | — | — | — | — | — | SE70 (1 Wo.)SE | Erstveröffentlichung: 9. Oktober 2020                                                |

Weitere Singles
- 2008: Tonight
- 2008: Breaking It Up
- 2009: After Laughter (Comes Tears) / (At Your Best) You Are Love
- 2010: Get Some
- 2011: Sadness Is a Blessing
- 2011: Youth Knows No Pain[9]
- 2014: Du är den ende
- 2014: No Rest for the Wicked
- 2014: No One Ever Loved
- 2014: Gunshot
- 2015: Never Gonna Love Again
- 2017: Unchained Melody
- 2018: Time in a Bottle
- 2018: So Sad, So Sexy
- 2018: Deep End
- 2018: Hard Rain
- 2018: Utopia
- 2018: Sex Money Feelings Die (UK: Silber, US: Platin)
- 2018: Two Nights (feat. Aminé)

### Weitere Projekte
mit den Shout Out Louds
- 2007: Our Ill Wills

mit N.A.S.A., Kanye West & Santigold
- 2009: Gifted

mit Kleerup
- 2009: Until We Bleed

mit Röyksopp
- 2009: Miss It so Much
- 2009: Were You Ever Wanted

mit David Lynch
- 2013: I’m Waiting Here

mit U2
- 2014: The Troubles

mit Robin Schulz
- 2014: No Rest for the Wicked (Robin Schulz Remix)

mit Woodkid
- 2015: Never Let You Down

mit Mark Ronson
- 2019: Late Night Feelings

### Sonstiges
- 2009: Possibility – Soundtrackbeitrag zu New Moon – Bis(s) zur Mittagsstunde

## Auszeichnungen für Musikverkäufe
| Goldene Schallplatte - Australien - 2021: für die Single Late Night Feelings - Dänemark - 2014: für das Streaming I Follow Rivers - Deutschland - 2012: für die Autorenbeteiligung I Follow Rivers (Triggerfinger) - Polen - 2020: für die Single Late Night Feelings - 2022: für die Single Sex Money Feelings Die - Schweiz - 2012: für die Autorenbeteiligung I Follow Rivers (Triggerfinger) Platin-Schallplatte - Dänemark - 2022: für die Single I Follow Rivers - Österreich - 2012: für die Autorenbeteiligung I Follow Rivers (Triggerfinger) - Irland - 2012: für die Single I Follow Rivers - Neuseeland - 2024: für die Single I Follow Rivers | 2× Platin-Schallplatte - Belgien - 2012: für die Autorenbeteiligung I Follow Rivers (Triggerfinger) - 2013: für die Single I Follow Rivers - Niederlande - 2012: für die Autorenbeteiligung I Follow Rivers (Triggerfinger) - Spanien - 2024: für die Single I Follow Rivers 3× Platin-Schallplatte - Italien - 2013: für die Single I Follow Rivers Diamantene Schallplatte - Frankreich - 2014: für die Single I Follow Rivers |

Anmerkung: Auszeichnungen in Ländern aus den Charttabellen bzw. Chartboxen sind in ebendiesen zu finden.
| Land/RegionAuszeichnungen für Musikverkäufe (Land/Region, Auszeichnungen, Verkäufe, Quellen) | Silber  | Gold       | Platin       | Diamant  | Verkäufe  | Quellen              |
| -------------------------------------------------------------------------------------------- | ------- | ---------- | ------------ | -------- | --------- | -------------------- |
| Australien (ARIA)                                                                            | —       | Gold1      | —            | —        | 35.000    | aria.com.au          |
| Belgien (BRMA)                                                                               | —       | —          | 4× Platin4   | —        | 120.000   | ultratop.be          |
| Dänemark (IFPI)                                                                              | —       | Gold1      | Platin1      | —        | 90.000    | ifpi.dk              |
| Deutschland (BVMI)                                                                           | —       | 2× Gold2   | 2× Platin2   | —        | 900.000   | musikindustrie.de    |
| Frankreich (SNEP)                                                                            | —       | —          | —            | Diamant1 | 250.000   | infodisc.fr          |
| Irland (IRMA)                                                                                | —       | —          | Platin1      | —        | 15.000    | Einzelnachweise      |
| Italien (FIMI)                                                                               | —       | —          | 3× Platin3   | —        | 90.000    | fimi.it              |
| Neuseeland (RMNZ)                                                                            | —       | —          | Platin1      | —        | 30.000    | radioscope.co.nz     |
| Niederlande (NVPI)                                                                           | —       | —          | 2× Platin2   | —        | 40.000    | nvpi.nl              |
| Österreich (IFPI)                                                                            | —       | —          | 2× Platin2   | —        | 60.000    | ifpi.at              |
| Polen (ZPAV)                                                                                 | —       | 2× Gold2   | —            | —        | 35.000    | olis.pl              |
| Schweden (IFPI)                                                                              | —       | Gold1      | —            | —        | 20.000    | sverigetopplistan.se |
| Schweiz (IFPI)                                                                               | —       | Gold1      | 3× Platin3   | —        | 105.000   | hitparade.ch         |
| Spanien (Promusicae)                                                                         | —       | —          | 2× Platin2   | —        | 120.000   | elportaldemusica.es  |
| Vereinigte Staaten (RIAA)                                                                    | —       | 2× Gold2   | 2× Platin2   | —        | 3.000.000 | riaa.com             |
| Vereinigtes Königreich (BPI)                                                                 | Silber1 | Gold1      | Platin1      | —        | 1.200.000 | bpi.co.uk            |
| Insgesamt                                                                                    | Silber1 | 11× Gold11 | 24× Platin24 | Diamant1 |           |                      |

## Auszeichnungen
| Jahr | Auszeichnung | Kategorie                                                          | Werk           | Ergebnis  |
| ---- | ------------ | ------------------------------------------------------------------ | -------------- | --------- |
| 2009 | Grammis 2009 | Künstlerin des Jahres                                              | Youth Novels   | Nominiert |
| 2012 | Grammis 2012 | Album des Jahres                                                   | Woundes Rhymes | Gewonnen  |
| 2012 | Grammis 2012 | Künstler/in des Jahres                                             | Woundes Rhymes | Gewonnen  |
| 2012 | Grammis 2012 | Komponist/in des Jahres (zusammen mit Björn Yttling & Rick Nowels) | Woundes Rhymes | Nominiert |
| 2012 | Grammis 2012 | Pop des Jahres                                                     | Woundes Rhymes | Nominiert |
| 2012 | Grammis 2012 | Größter schwedischer Erfolg im Ausland                             |                | Nominiert |
| 2015 | Grammis 2015 | Pop des Jahres                                                     | I Never Learn  | Nominiert |
| 2019 | Grammis 2019 | Komponist/in des Jahres                                            | So Sad So Sexy | Nominiert |
| 2019 | Grammis 2019 | Alternative Pop des Jahres                                         | So Sad So Sexy | Nominiert |
| 2019 | Grammis 2019 | Album des Jahres                                                   | So Sad So Sexy | Nominiert |